# Tony Visconti

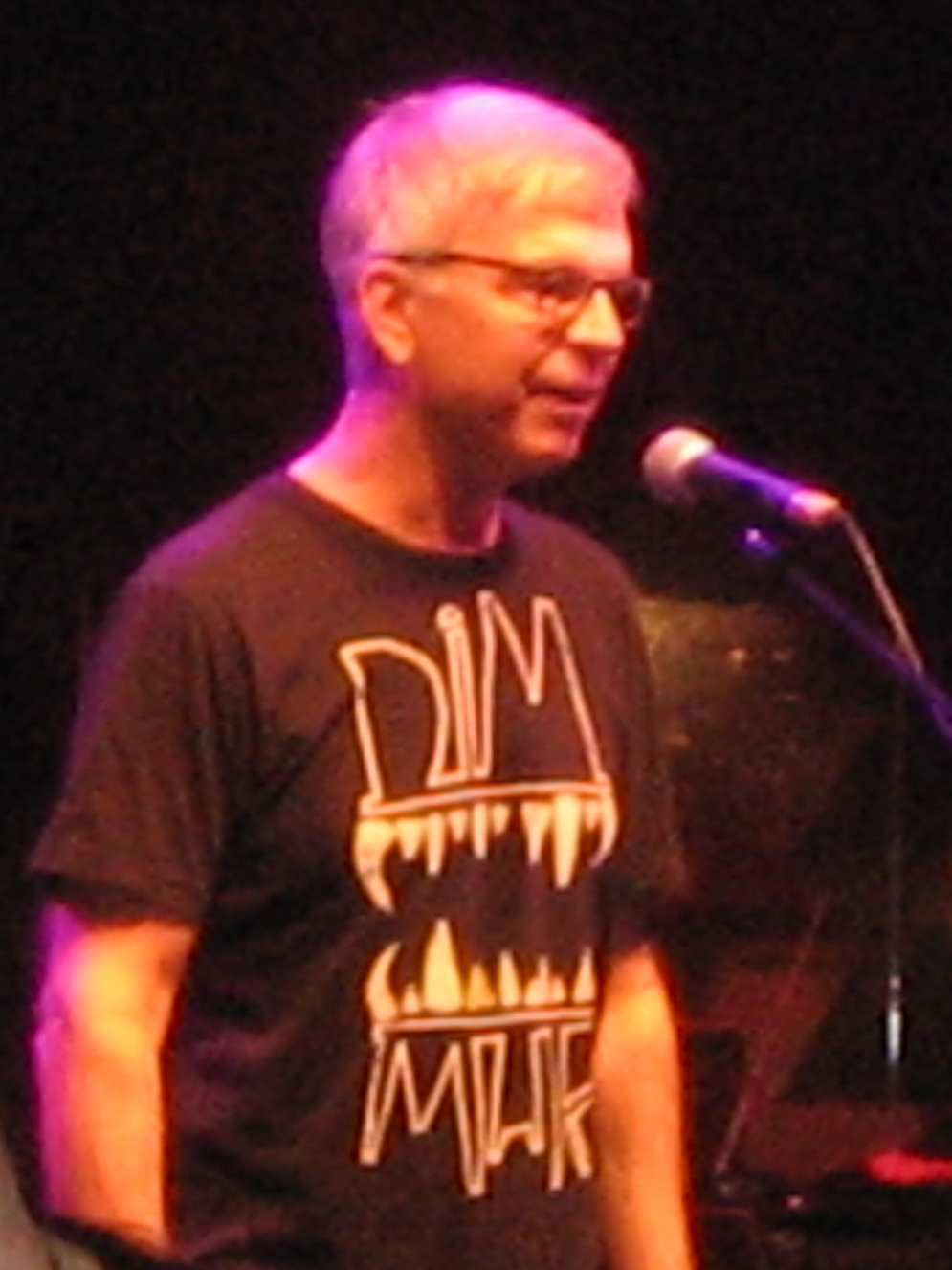
Visconti in 2007

Anthony Visconti (Brooklyn (New York), 24 april 1944) is een Amerikaanse muzikant en muziekproducer. In zijn beginperiode musiceerde hij soms nog mee op de achtergrond. Zijn bekendste werk is de begeleiding van David Bowie, vanaf 1969 tot aan diens overlijden in 2016 werken zij samen. Hij produceerde daarnaast ook Moody Blues, T. Rex, Mary Hopkin, Thin Lizzy, Ralph McTell, Sparks, Hugh Cornwell, Gentle Giant, Boomtown Rats, Hazel O'Connor, Zaine Griff, Adam Ant, The Stranglers, Richard Barone, Manic Street Preachers, Kristeen Young en Morrissey.

## Begin
Zijn eerste muzieklessen kreeg hij van zijn vader; Visconti leerde ukelele te bespelen. Tijdens zijn puberteit ging hij spelen in een brassband en wel op de tuba en later als contrabassist in een orkest. Daarna vond hij de gitaar om rock-'n-roll te spelen in de band Ricardo and the Latineers. De bandjes volgden elkaar snel op en hij had zijn arsenaal uitgebreid met basgitaar. Zijn eerste succesje was de single Long Hair, opgenomen samen met zijn vrouw Siegrid (Tony and Siegrid); het is dan 1966. Het bleef bij dat succesje en Visconti zag in, dat hij niet verder kwam in die business.

## Productie
In 1968 ontmoette Viscconti producer Denny Cordell, die hem vroeg hem te helpen bij de opnamen van de elpee van jazzzanger Georgie Fame. Visconti verhuisde daarvoor naar Londen en daar zou hij 30 jaar lang blijven. Dan dienden de bands zich aan. Allereerst Badfinger (toen nog The Iveys) voor hun debuutalbum Maybe Tomorrow, als snel gevolgd door T. Rex. Hij produceerde een aantal albums voor Strawbs. Met Bowie, T. Rex (7 albums), Marc Bolan en Strawbs (4 albums) was zijn werkboekje aardig gevuld. Zelf speelde hij gitaar op het in 1969 verschenen debuutalbum van Joe Cocker, With a Little Help from My Friends.
Ook in 1970 probeerde Visconti het nog even als muzikant op de basgitaar. Met Mick Ronson, Bowie en slagwerker John Cambridge startte hij de band Hype. Eén muziekalbum was het resultaat.
Eind jaren 80 produceerde hij twee albums van de Moody Blues (The Other Side of Life en Sur la Mer), waarbij Muziekkrant OOR hem weinig vernieuwing toedichtte. Samen met Justin Hayward schreef hij muziek voor de sciencefictionserie Star Cops.
De opmerking van OOR bereikte het buitenland niet, want zijn productieportefeuille bleef druk bezet. Niet alleen bands uit vervlogen tijden gebruikten hem als producer, ook nieuwe bands wisten hem te vinden, zoals de The Dandy Warhols in 2003.

## Privé
In 1971 kwam zijn huwelijk met Siegrid tot een eind; hij trouwde Mary Hopkin (1971-1981), waaruit twee kinderen kwamen: Morgan en Jessica. Daarna leefde hij samen met Kim Coe en van 1989 tot 2000 was hij getrouwd met May Pang (voorheen een geliefde van John Lennon), twee kinderen kwamen daaruit voort: Sebastian en Lara. In 2007 verscheen zijn autobiografie